# Фэа и хроа
Фэа и хроа (англ. Fëa and hröa) — в легендариуме Дж. Р. Р. Толкина слова на квенья, обозначающие соответственно «душа, дух» (мн.ч. — фэар) и «тело» (мн.ч. — хроар). Фэа и хроа — одни из важнейших понятий в концепции судьбы и предопределённости у Толкина. Эти понятия встречаются только в «Истории Средиземья», книгах Х («Кольцо Моргота») и XII («Народы Средиземья»).
Дети Илуватара (эльфы и люди) описаны как существа, состоящие из двух частей: «духа» или «души» (фэа) и «тела» (хроа), созданного из вещества Арды (эрма); соответственно все хроар осквернены (или, используя определение самого Толкина, содержат «частицу Мелькора»). Это объясняет, почему Мелькору и его слугам было проще совратить людей, чем эльфов: человеческие фэар гораздо хуже контролируют свои хроар. По воззрениям эльфов, фэа бессильно без хроа, аналогично хроа, лишённое фэа, неспособно к жизни.
Разумные существа, суть бытия которых состоит в единении фэа («души») и хроа («тела»), называются Мирроа́нви (кв. Mirröanwi), т. е. Воплощённые (англ. Incarnates).

## Фэа и хроа у эльфов
Судьба эльфов — жить столько, сколько существует Арда, они привязаны к миру и не могут покинуть его. В отличие от людей, эльфы не умирают от болезней или от старости. Но эльф может быть убит или утратить волю к жизни, к примеру, от непереносимой тоски. Когда эльф умирает, его фэа покидает хроа, которая после этого «умирает». Фэа же призывается в Чертоги Мандоса, где происходит суд; однако со смертью фэар эльфов не теряют свободной воли и могут не откликнуться на такой призыв. При наличии дозволения Мандоса, фэа может быть воплощена заново в новом теле, аналогичном предыдущему хроа (в более ранних версиях легендариума она также могла вновь входить в тварный мир с рождением ребёнка).
Глорфиндел погиб в ходе битвы в Гондолине в Первую Эпоху; он является единственным эльфом, вернувшимся после смерти в Средиземье (примерно в 1600 году Второй Эпохи). Это событие примечательно не только ввиду того, что эльфы после вторичного воплощения обычно оставались в Амане и не возвращались в Средиземье, но и потому, что Глорфиндел был одним из нолдор, подпадающим под Проклятие Мандоса и Запрет Валар.
Фэа может решить остаться в Чертогах Мандоса, или ему может быть воспрещено перевоплощение. Это обычно происходит, если при жизни эльф сотворил много зла (или является одним из нолдор, которые подпадают под Проклятие Мандоса). В этом случае фэа может ждать очень долго или вообще никогда не получить разрешения покинуть Мандос. Одним из примеров таких эльфов является предводитель эльфов-нолдор Феанор (чьё имя, кстати, обозначает «огненная фэа»).

## Фэа и хроа у людей и других существ
Ситуация с людьми иная: человеческое фэа — только гость в Арде, и когда хроа умирает, фэа, после краткого пребывания в Мандосе, покидает Арду навсегда. Изначально люди могли

…прекращать свою жизнь: умирать по собственной воле, или даже желая этого, или в estel… — J. R. R. Tolkien, History of Middle-Earth, vol. X 'Morgoth's Ring', p.341
но Мелькор заставил людей бояться смерти вместо того, чтобы с радостью принимать Дар Эру. Людьми, способными добровольно уходить из жизни, были нуменорцы в течение первых веков своей истории, а также Арагорн.
По этой причине и говорится, что судьбы людей и эльфов различны. Выбор полуэльфов — это выбор фэа, а не хроа. Лютиэн — единственная из эльфов, кому позволили разделить судьбу людей: её фэа ушла из Арды и была потеряна для потомков (вместе с её возлюбленным Береном, единственным человеком, которому было позволено воскреснуть и вернуться на время в Средиземье).
Туор, сын Хуора, является таким же исключением (уникальным для его расы) — ему было позволено духовное «перерождение», чтобы его фэа стала подобной фэа эльфов.
Не только Дети Илуватара обладали фэа — они также были дарованы Энтам и некоторым животным, таким, как волкодав Хуан и, возможно, гигантским орлам. Когда Илуватар принял детей Аулэ, гномов, он также даровал им собственные фэар, и те обрели разум и свободу воли.
Будучи в своей основе искажениями Детей Илуватара с сохранённой ими независимой волей, орки безусловно обладали всеми фундаментальными признаками Воплощённых, в том числе и наличием фэар. Хотя бесспорно, что орки являлись смертными, даже короткоживущими в сравнении с эдайн, их окончательная участь после смерти по-прежнему оставалась загадкой.

## См.также
Эльфы (Средиземье)
Список эльфов Средиземья